# 巴尼亚卡瓦洛
巴尼亚卡瓦洛是意大利艾米利亚-罗马涅大区拉韦纳省的一个镇，面积79平方公里，2007年人口16,240人。